# Procolo e Nicea
I santi Procolo e Nicea (Pozzuoli, II/III secolo - Pozzuoli, 249) sono due martiri puteolani venerati dalla Chiesa cattolica.

## Agiografia
Secondo Jean Bolland e Camillo Tutini a Pozzuoli nell'anno 249 durante la persecuzione dell'imperatore Decio furono martirizzati il diacono Procolo, omonimo del santo patrono della stessa città, e sua madre Nicea entrambi esponenti del patriziato puteolano. Secondo la tradizione i due santi furono seppelliti nel duomo di Pozzuoli e lì venerati.

## Nell'arte
Tra il 1636 e il 1637, su commissione del vescovo Martín de León Cárdenas, i due martiri furono rappresentati dalla pittrice Artemisia Gentileschi nella tela Santi Procolo e Nicea per il coro della cattedrale di Pozzuoli insieme ad altri due quadri: San Gennaro nell'anfiteatro di Pozzuoli e la Adorazione dei Magi. 
Nel maggio del 2014 il dipinto ad olio su tela, dopo essere stato conservato al museo di Capodimonte per circa cinquant'anni, è ritornato nella sua collocazione originaria a seguito della riapertura al culto della cattedrale.